# Claudia Spies
Claudia Doris Spies (* 6. April 1961 in Würzburg) ist eine deutsche Anästhesistin und Intensivmedizinerin. Sie ist seit 2005 Direktorin der Klinik für Anästhesiologie mit Schwerpunkt operative Intensivmedizin mit den Standorten Charité Campus Virchow-Klinikum und Campus Charité Mitte, die unter ihrer Leitung zu einer Klinik vereint wurden. Darüber hinaus wurde sie 2006 zur ärztlichen Leiterin des CharitéCentrum für Anästhesiologie und Intensivmedizin (CC 7) der Charité - Universitätsmedizin Berlin an den Campi Campus Virchow-Klinikum in Berlin-Wedding, Campus Charité Mitte sowie dem Campus Benjamin Franklin in Berlin-Steglitz sowie Ordinaria an der Charité für das Fach Anästhesiologie.

## Leben
Claudia Spies legte in Nürnberg das Abitur ab und studierte mit einer Hochbegabtenförderung Medizin. Ihr Praktisches Jahr absolvierte sie an der Harvard Medical School in Boston. 1987 schloss sie ihr Studium an der Friedrich-Alexander-Universität Erlangen-Nürnberg mit der Approbation und einer Dissertation ab. Ihre erste Stelle als Ärztin trat sie am Klinikum Nürnberg an. 1990 wechselte sie an das Universitätsklinikum der Freien Universität Berlin, wo sie 1993 die Facharztweiterbildung für Anästhesiologie abschloss, im Jahr darauf Oberärztin wurde und zwei Jahre später ihre Habilitation mit dem Thema: Perioperative bzw. posttraumatische Problemsituation bei alkoholkranken Patienten einer operativen interdisziplinären Intensivstation bei Klaus Eyrich abschloss. 1997 wurde sie Leitende Oberärztin und wechselte 1999 an die Charité in Berlin-Mitte. Nachdem sie die kommissarische Leitung der dortigen Klinik für Anästhesie und operative Intensivmedizin übernommen hatte, wurde sie 2004 auf eine C4-Professur berufen und Geschäftsführende Direktorin der Klinik für Anästhesiologie und operative Intensivmedizin, Campus Virchow-Klinikum und Campus Charité Mitte. Seit 2005 leitet sie auch das CharitéCentrum Anästhesiologie und Intensivmedizin (CC 7).
Unter der wissenschaftlichen Leitung des CC 7 fand seit 1999 der jährliche „Hauptstadtkongress für Anästhesiologie und Intensivtherapie“ (HAI) mit mehr als 3.000 Teilnehmern statt. Er wurde seit 2006 als zweite wissenschaftliche Konferenz neben dem „Deutschen Anästhesiecongress“ (DAC) seitens der Deutschen Gesellschaft für Anästhesiologie und Intensivmedizin (DGAI) durchgeführt.
Einer der Forschungsschwerpunkte von Spies liegt in der Untersuchung von Delirien nach Narkosen und Intensivbehandlung (vgl. dazu Postoperatives Delir, ICU Delir und neurokognitive Störungen). Ferner hat sie einen starken Fokus auf die Translation evidenzbasierter Forschung in die klinische Versorgung. Dabei ist sie federführend bei einer Vielzahl digitaler Anwendungen gewesen, u. a. dem telemedizinischen Innovationsfondprojekt Enhanced Recovery after Intensive Care, das im Rahmen der telemedizinischen Pandemiebewältigung national und international zusammen mit dem Robert-Koch-Institut an der Versorgung intensivpflichtiger Patienten beteiligt gewesen ist.
Claudia Spies wurde 2009 ins Präsidium der Arbeitsgemeinschaft der Wissenschaftlichen Medizinischen Fachgesellschaften (AWMF) gewählt. Von 2011 bis 2014 war sie Prodekanin für Studium und Lehre der Charité. Seit 2011 ist sie gewähltes Mitglied der Leopoldina. Seit 2023 ist sie als erste Frau Vorsitzende der Berliner Medizinischen Gesellschaft.

## Auszeichnungen und Mitgliedschaften (Auswahl)
- 2005: Wilhelm-Feuerlein-Forschungspreis der Deutschen Suchtstiftung Matthias Gottschaldt (gemeinsam mit der von ihr geleiteten Forschungsgruppe „Lebensstil“ um Tim Neumann, Bruno Neuner und Edith Weiß-Gerlach) für die Arbeit The Effect of Computerized Tailored Brief Advice on Risk Alcohol Drinking After Subcritical Trauma.
- Mitglied der Leopoldina – Nationale Akademie der Wissenschaften (seit 2011)[3]
- Köhler-ICM-Award der Deutschen Gesellschaft für Anästhesiologie und Intensivmedizin für den herausragenden wissenschaftlichen Beitrag in der Forschung und Ätiologie, Diagnostik und Therapie der postoperativen kognitiven Dysfunktion (POCD)
- ECCRN Award der European Society of Intensive Care Medicine für die European Surgical Outcome Study (EuSOS)

## Schriften

### Studien (Auswahl)
- mit Peter Rosenberger, Tim Neumann und Wolfgang J. Kox: Der suchtkranke Patient; in: Rolf Rossaint, Christian Werner und Bernhard Zwißler (HG.): Der Anästhesiologe: Allgemeine und spezielle Anästhesiologie, Schmerztherapie und Intensivmedizin. Berlin und Heidelberg: Springer-Verlag, 2004. ISBN 978-3-540-00077-8; S. 1397–1406. 2. akt. und erw. Aufl.: Heidelberg: Springer-Verlag, 2008. ISBN 978-3-540-76301-7.
- Anästhesie in der Thorax-, Herz- und Gefäßchirurgie. Köln: Deutscher Ärzte-Verlag, 2007. ISBN 978-3-7691-1217-7.
- mit Tim Neumann, Bruno Neuner, Edith Weiß-Gerlach et al.: The effect of computerized tailored brief advice on at-risk drinking in subcritically injured trauma patients. In:  The Journal of Trauma 2006;61(4): 805-814.
- Anästhesie in der Allgemeinchirurgie, Urologie, Gynäkologie und Geburtshilfe. Köln: Deutscher Ärzte-Verlag, 2008. ISBN 978-3-7691-1206-1.
- mit Finn M. Radtke, Martin Franck, Emma Twigg et al.: Die posttraumatische Stressskala-14 (PTSS-14) - Validierung der richtlinienkonformen Übersetzung für den deutschsprachigen Raum; in: Anästhesiol Intensivmed Notfallmed Schmerzther 2010;45: 688-695.
- mit Henning Krampe, Anton Goldmann, Edith Weiß-Gerlach und Tim Neumann: Alkohol und Tabak als Risikofaktor in Anästhesie und Intensivmedizin; in: Manfred V. Singer, Anil Batra und Karl Mann (Hg.): Alkohol und Tabak. Grundlagen und Folgeerkrankungen. Stuttgart: Georg Thieme Verlag, 2011. ISBN 978-3-13-146671-6; S. 458–468.

### Herausgebertätigkeit

#### Fachbücher
- mit Gudrun Richter und Hans Rommelspacher: „Alkohol, Nikotin, Kokain ... und kein Ende?“ Suchtforschung, Suchtmedizin und Suchttherapie am Beginn des neuen Jahrzehnts (14. Wissenschaftliche Tagung der Deutschen Gesellschaft für Suchtforschung und Suchttherapie e. V. - DG-Sucht). Lengerich: Pabst Science Publishers, 2002. ISBN 3-936142-52-1.
- mit Wolfgang J. Kox: Check-up Anästhesiologie. Standards: Anästhesie, Intensivmedizin, Schmerztherapie, Notfallmedizin. Berlin: Springer Verlag, 2003 (1. Auflage). ISBN 3-540-43651-0. (2., erw. und aktualisierte Aufl., 2005). ISBN 3-540-23093-9.
- mit Martin Härter und Andreas Loh: Gemeinsam behandeln - erfolgreich behandeln: Neue Wege für Ärzte und Patienten im Gesundheitswesen. Köln: Deutscher Ärzte-Verlag, 2005. ISBN 3-7691-3250-5.
- mit Geoffrey Dobb, Jean L. Vinvent, Larry M. Gentilello, Peter H. Seidelin, Eelco F. Wijdicks, Marc Kastrup und Wolfgang J. Kox: Check-up Intensive Care and Emergency Medicine. Berlin: Springer Verlag, 2007. ISBN 3-540-32998-6.
- mit Eberhard Kochs und Hans Anton Adams unter Mitwirkung von Willehad Boemke: Anästhesie. Stuttgart: Thieme Verlag, 2008 (2., vollst. überarb. Aufl.). ISBN 978-3-13-114862-9.
- mit Benno Rehberg, Stephan A. Schug, Gunnar Jaehnichen und Sarah Harper: Pocket Guide Pain Management. Berlin: Springer Medizin Verlag, 2008. ISBN 978-3-540-32996-1.
- mit Wolfgang Schwenk und Joachim K. Müller: Fast Track in der operativen Medizin. Perioperative Behandlungspfade für Chirurgie, Anästhesie, Gynäkologie, Urologie und Pflege (mit CD-ROM). Heidelberg: Springer Medizin Verlag, 2009. ISBN 978-3-540-39708-3.
- mit Marc Kastrup und Christoph Melzer-Gartzke: SOP. Nürnberg: MEPS - Medical Events & Publisher Services, 2009. ISBN 978-3-9812244-1-2.
- mit Uwe Schirmer, Thomas Hachenberg, Christian von Heymann, Matthias Redlin und Thomas Schilling: Anästhesie in der Thorax-, Herz- und Gefäßchirurgie. Köln: Deutscher Ärzte-Verlag, 2010. ISBN 978-3-7691-1217-7.

#### Fachzeitschriften (Herausgebergremium)
- „Suchtmedizin in Forschung und Praxis“, Vierteljahrsschrift. Redaktion: Landsberg; ISSN 1437-5567.
- „AINS – Anästhesiologie, Intensivmedizin, Notfallmedizin, Schmerztherapie“. Monatsschrift. Redaktion: Stuttgart; ISSN 0939-2661.